# Mỏ bạc lịch sử tại Tarnowskie Góry
Mỏ bạc lịch sử tại Tarnowskie Góry (tiếng Ba Lan: Zabytkowa Kopalnia Srebra) là một bảo tàng công nghiệp khai thác tại Tarnowskie Góry, vùng Slaskie, Ba Lan. Mỏ bạc và cửa thoát nước Black Trout gần đó là những tàn dư của ngành công nghiệp khai thác bạc. Bảo tàng là một điểm dừng của Tuyến đường di sản công nghiệp châu Âu. Năm 2017, khu mỏ và hệ thống thoát nước ngầm của nó đã được UNESCO đưa vào danh sách Di sản thế giới của nhân loại. 

## Lịch sử
Tarnowskie Góry được biết đến trong lịch sử là mỏ quặng chì. Trong quặng chì có lượng lớn kim loại bạc. Đó là lý do tại sao bắt đầu từ năm 1526, khi những mỏ mới bắt đầu được tìm thấy thì khu định cư bắt đầu phát triển nhanh chóng. Công tước Jan II của Opole cấp địa vị cho cộng đồng tại đây như là một thị trấn mỏ khai mỏ độc lập. Tên của thị trấn Tarnowskie Góry có nguồn gốc khai thác mỏ. Phần đầu tiên "Tarnowskie" bắt nguồn từ tên của làng "Tarnowice", nơi đã tìm thấy trầm tích làm giàu kim loại bạc. Hiện nay, Tarnowice (tên đầy đủ là Stare Tarnowice) là một huyện của Tarnowskie Góry. Phần thứ hai của tên, Góry có nghĩa là "núi", nói đến độ cao khu vực các mỏ bạc. Ngành khai thác mỏ phải vật lộn với vấn đề ngập nước. Để ngăn chặn nó thì vào năm 1788, động cơ hơi nước đầu tiên được đưa đến từ Anh của Friedrich Wilhelm von Reden. Một cách khác để làm rút nước tại các mỏ là đào cửa thoát nước tại các lò như là đường ống nước sử dụng chênh lệch mực nước giữa trong lò và bên ngoài. Có tất cả tám cửa thoát nước tại Tarnowskie Góry. Một trong số đó có chiều dài 600 mét là một điểm hấp dẫn khách du lịch, Cửa thoát nước Black Trout. Khai thác quặng chì ở Tarnowskie Góry đã dừng lại vào năm 1912 do thiếu nguồn lực. Tuy nhiên, một số lượng lớn các dấu vết khai thác trái phép trong quá khứ, cả trong lòng đất và trên mặt đất đã được tìm thấy.

## Bảo tàng
Ngành công nghiệp khai thác mỏ đã chấm dứt vào năm 1912, để lại 150 km đường ngầm và các phòng trưng bày. Cửa thoát nước Trout Adit là một phần của cửa ngập Fryderyk, là nơi đầu tiên được khai thác để phục vụ du lịch. Năm 1957, nó được mở ra như là một tour du lịch dài bằng thuyền dài 600 mét. Mỏ bạc lịch sử được khai trương cho khách du lịch tham quan vào năm 1976. Cuộc thăm viếng các mỏ bạc lịch sử bắt đầu tại một bảo tàng tương tác, nơi du khách có cái nhìn về phương pháp khai thác bạc, chì và kẽm cũng như hệ thống thoát nước ngầm. Sau đó du khách đi dưới một đường ngầm, trong đó có 1.749 mét đường mòn và 270 mét đi bằng thuyền.
Bên ngoài tòa nhà của mỏ bạc lịch sử có Bảo tàng Động cơ hơi nước. Sự thu hút mới của viện bảo tàng là một tuyến đường sắt nhỏ hẹp mang lại cho trẻ em những kỷ niệm không thể nào quên.